# 三次社会大分工
三次社会大分工是马克思主义所使用的名词。马克思主义者认为该事件发生在原始社会末期的新石器时代的三次重大的社会变革。

## 第一次社会大分工
第一次社会大分工是指原始社会末期农业部落和游牧部落从狩猎、采集者中的分离。
随着生产工具的改进和经验的积累，犁耕农业取代锄耕农业。起初是木犁或石犁，然后是金属犁。犁的使用不仅提高了生产效率，更扩大了耕地面积，使农业生产在最适宜原始农业的平原、河谷地带占有重要地位，形成主要从事农耕的农业部落。首先发生在西亚、北非、东亚和美洲等地。在中亚、伊朗、高加索、阿拉伯等草原地带，原先以畜牧业为主要生产活动的部落，逐渐转变为饲养畜群的游牧部落。生产的专门化不仅增加了各自的剩余产品，而且扩大了各种生产者之间产品的差异，于是产品交换日益频繁。农牧业的分工，为社会分工进一步的发展奠定了基础。

## 第二次社会大分工
第二次社会大分工是指手工业和农业之间的分离。
随着铜器、青铜器和铁器的应用，开始出现大面积的农田耕作和伐林垦荒。农业在规模上的扩大，导致经营种类的增多。除了谷物种植以外，还经营园艺，栽培各种经济作物，把经济作物加工成油、酒等等。随着经营规模的扩大和经营活动的丰富，各种手工操作，如金属加工、纺织、制陶、酿酒、榨油、造船、皮革加工等活动逐渐增多，操作者经验日益丰富，制作技术不断改进。既进行农耕、畜牧活动，同时又制作各种手工制品的人越来越难以胜任，于是有人脱离农业或畜牧业生产而转入手工业的专门化发展。专职的手工业者逐渐增多，手工业终于从农业活动中分离，成为一个独立的生产部门。
第二次社会大分工在世界各地相继发生，发展过程很不平衡。

## 第三次社会大分工
第三次社会大分工是指原始社会晚期商人阶层的产生。
产品交换很早就发生了，至少不晚于第一次社会大分工的出现。但是只有在两次社会大分工之后，交换才得到了长足的发展。交换的不断发展和扩大，使商品生产出现并发展，又反过来促进了交换的进一步发展。交换规模扩大，品种增多，各生产者和消费者之间直接的产品交换越来越不便利，于是专事交换的中间人——商人应运而生。不间断的交换活动使部分脱离生产的商人得以为生。第三次社会大分工首先在商品交换最为发达的地区出现。
三次大分工奠定了以后社会分工的基本格局，并且对社会经济发展产生了重大影响。商业的产生和发展，对社会经济、政治、文化等产生了全面的影响。